# زرد، آبی، قرمز
فیلم زرد، آبی، قرمزاولین فیلم کوتاه علی کریم است که در کارگاه فیلم سازی عباس کیارستمی با موضوع فرش ایرانی ساخته شده‌است.

## خلاصه فیلم
پسر بچه ای برای کامل شدن قالیچه ای که توسط مادرش بافته می‌شود  سفر می‌کند

## حضور در جشنواره‌ها
- سال ۲۰۰۷ فستیوال فیلم سئول کره جنوبی
- سال ۲۰۰۷  جشنواره بین‌المللی فیلم مونترال در بخش فوکوس بر سینمای جهان [۲][۳]
- سال ۲۰۰۷ نمایش در  دانشگاه  esav در شهر تولوس فرانسه در مجموعه ای از فیلم‌های ساخته شده در کارگاه‌های فیلمسازی عباس کیارستمی در کشورهای مختلف

## نمایش در ایران
فیلم زرد، آبی، قرمز اولین ساخته  علی کریم حاصل اولین کارگاه فیلمسازی عباس کیارستمی در ایران و در کاخ سعد آباد تهران است که با موضوع فرش ایرانی تشکیل شد و فیلم  زرد، آبی، قرمز از میان صد فیلم کوتاه ساخته شده با همین موضوع، بهترین فیلم انتخاب شد و در جشنواره تصویرسال هم انتخاب و به نمایش گذاشته شد.